# Nana Mouskouri

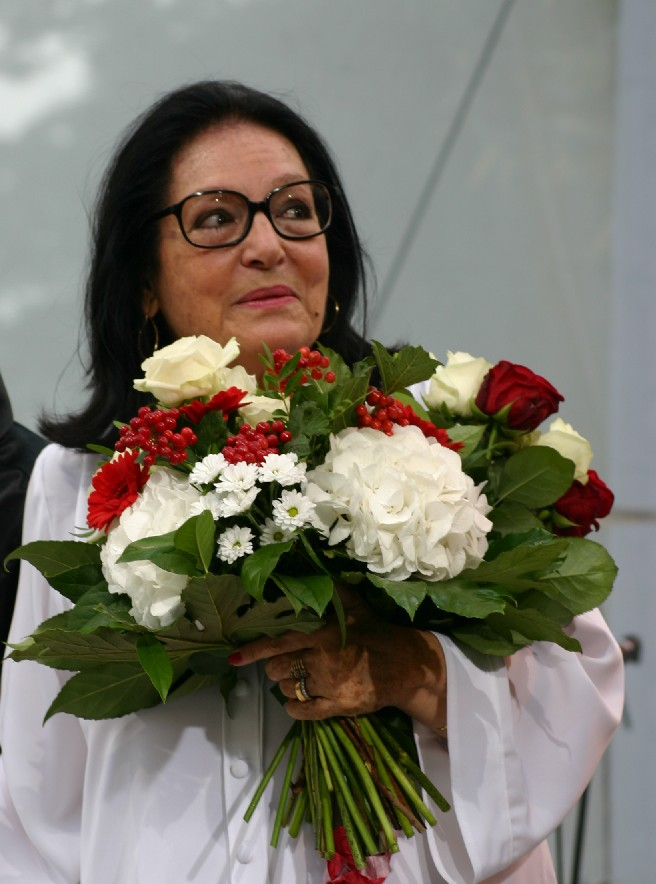
Nana Mouskouri, 2012

Nana Mouskouri (griechisch Νάνα Μούσχουρη; * 13. Oktober 1934 in Chania auf Kreta; eigentlich Ioanna Mouschouri, Ιωάννα Μούσχουρη) ist eine griechische Sängerin und Politikerin.
Im deutschsprachigen Raum wurde sie vor allen Dingen durch die Schlager Weiße Rosen aus Athen, Ich schau den weißen Wolken nach, Guten Morgen, Sonnenschein und La Provence (du blühendes Land) bekannt. Ihre musikalische Vielseitigkeit und sprachliche Begabung ermöglichten ihr eine weltweite Karriere. Laut einer Erhebung des Weltverbands der Phonoindustrie im Jahr 2015 war Mouskouri mit 300 Millionen verkauften Tonträgern nach Madonna die erfolgreichste Sängerin weltweit. Über 300 Goldene, Platin- und Diamantene Schallplatten dokumentieren Mouskouris jahrzehntelangen Erfolg.

## Leben und Karriere

### Herkunft und Ausbildung
Nana Mouskouri wurde in Chania geboren, wo ihr Vater als Filmvorführer in einem Kino arbeitete. Beide Eltern stammten aus Korfu. Gemeinsam mit ihrer älteren Schwester zog Nana Mouskouri nach Athen, wo beide eine Ausbildung am Athener Konservatorium absolvierten. Nana Mouskouri schloss ein Studium an und belegte die Fächer klassischer Gesang, Klavier und Harmonielehre. Daneben interessierte sie sich in dieser Zeit für Jazz, den sie bei ersten Auftritten präsentierte. Als Vorbilder nannte sie später Ella Fitzgerald, Billie Holiday oder Frank Sinatra. Aufgrund ihrer Hinwendung zum Jazz verließ Mouskouri das Konservatorium ohne Abschluss.

### 1958–1962: Anfänge und Internationaler Durchbruch
Als Sängerin wurde Mouskouri 1958 Mitglied im Quartett The Athenians, das Jazz in kleinen Clubs der griechischen Hauptstadt spielte und sich als Dreierformation damals Trio Kantsone (Τρίο Καντσόνε) nannte. Wenig später machte sie die Bekanntschaft des Komponisten Manos Hadjidakis, dessen Lieder ihr später den Durchbruch als Sängerin ermöglichten.
Noch 1958 erschienen ihre ersten Singles auf dem griechischen Markt. Über die Jahrzehnte sollten mehr als 1550 Titel folgen, die in den unterschiedlichsten Sprachen veröffentlicht wurden: Griechisch, Französisch, Deutsch, Englisch, Spanisch, Italienisch, vereinzelte Lieder auch auf Niederländisch, Portugiesisch, Japanisch, Russisch, Wallonisch und Hebräisch. Markantes Kennzeichen von Nana Mouskouri sind ihre langen schwarzen Haare und ihre rechteckige, schwarz gerahmte Brille, deren Form sich über die Jahrzehnte nur wenig änderte. In Interviews gab sie an, dass sie über einhundert verschiedene Modelle besitze. Sie war die erste bedeutende Künstlerin, die mit einer Brille öffentlich auftrat.
Im Oktober 1959 gewann sie mit dem Titel Κάπου υπάρχει η αγάπη μου (Kapou yparchi i agapi mou, „Irgendwo existiert meine Liebe“) beim Festival de la Chanson Héllenique (Φεστιβάλ Ελληνικού Τραγουδιού, Festival des griechischen Liedes) den ersten Preis. Zugleich konnte sie im gemeinsamen Auftritt mit dem Trio Kantsone (Τρίο Καντσόνε) und mit dem Lied Ξέρω Κάποιο Αστέρι (Xero kapio asteri, „Ich kenne einen Stern“) auch den zweiten Platz behaupten. Ähnlich erfolgreich verliefen ihre Auftritte dort in den zwei darauffolgenden Jahren, indem 1960 beide von ihr aufgeführten Lieder Κυπαρισσάκι (Kyparissaki) und Η τιμωρία (I Timoria, „Die Strafe“) punktgleich den ersten Platz belegten und 1961, wo Mouskouri mit Κουρασμένο παλικάρι (Kourasmeno palikari, „Müder Jüngling“) den zweiten Preis gewann.

1960 gewann sie in Barcelona den ersten internationalen Preis. Bekannt wurde Mouskouri in Griechenland, als Mikis Theodorakis mit ihr die Platte Επιτάφιος (Epitafios), eine Vertonung der Gedichte von Giannis Ritsos, aufnahm. Allerdings war Theodorakis mit dieser Version nicht ganz zufrieden und spielte das Album noch einmal mit dem Sänger Grigoris Bithikotsis ein, wobei in dieser Fassung die Bouzouki als Arbeiterinstrument den Sound prägte. Trotzdem konnte Mouskouri mit der Platte einen großen Erfolg verbuchen.
Ihren Hit Weiße Rosen aus Athen veröffentlichte sie 1961 in diversen Sprachen. Auf Französisch ging die musikalische Reise nicht nach Athen, sondern nach Korfu: Roses blanches de Corfou. Die deutschsprachige Single verkaufte sich innerhalb der ersten sechs Monate über anderthalb Millionen Mal. Dafür erhielt sie 1962 eine Goldene Schallplatte. Ursprünglich sang sie diesen Titel in Manos Hadjidakis' Filmmusik Traumland der Sehnsucht, wobei das Original mit Rosen überhaupt nichts zu tun hatte (Σαν σφυρίξεις τρεις φορές, San sfyrixis tris fores – „Wenn du dreimal pfeifst“).

### 1962–1999: Weltkarriere

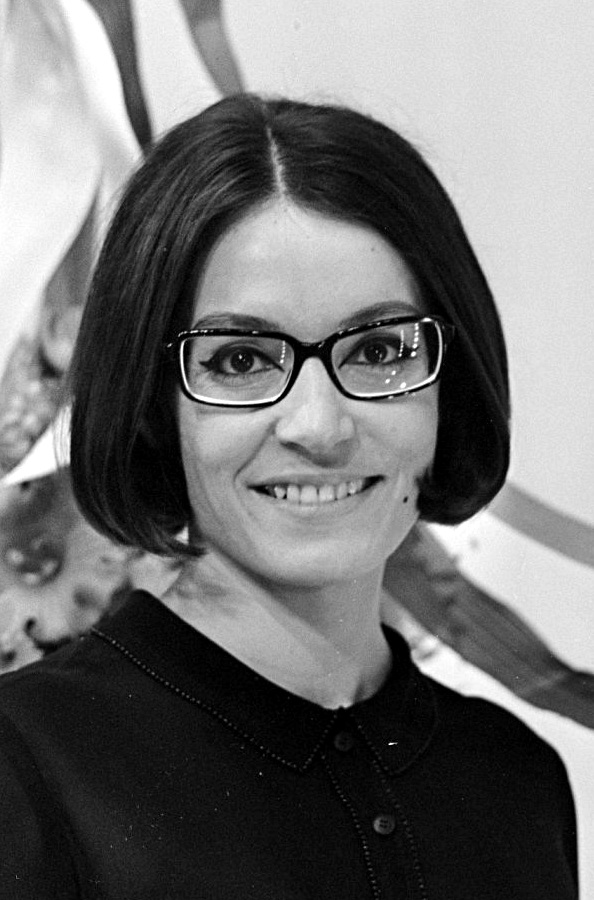
Ron Kroon: Nana Mouskouri, 1966

1962 ging ein großer Traum Mouskouris in Erfüllung: Der Produzent und Musiker Quincy Jones bat sie für Aufnahmen in die USA – so entstand das Jazz-Album The Girl From Greece Sings, das ihr zwar die Türen zum amerikanischen Showgeschäft öffnete, allerdings zunächst kaum kommerzielle Spuren hinterließ. Eine Wiederveröffentlichung im Jahre 1999 als Nana Mouskouri in New York war vor allen Dingen in Deutschland ein großer Erfolg, da die weitgehend unbekannten Aufnahmen eine ganz andere Seite der als Schlager- und Chansonsängerin bekannten Mouskouri zeigten. Durch ihre Jazz-Aufnahmen wurde Harry Belafonte auf die Griechin aufmerksam: Ab 1963 folgten Tourneen mit dem Musiker. Im selben Jahr vertrat sie Luxemburg beim Eurovision Song Contest mit dem Lied A force de prier, belegte aber nur den achten Platz. Sie war im selben Jahr auch beim französischen Vorentscheid mit dem Lied Encore plus près de toi angetreten. Drei Jahre später wurde die LP An Evening With Belafonte/Mouskouri veröffentlicht. Obwohl sich die Platte gut auf dem US-Markt verkaufte, blieben Mouskouri Erfolge wie in Europa oder dem Rest der Welt verwehrt. Regelmäßige Tourneen und unzählige Plattenveröffentlichungen machten Mouskouri zu einer der erfolgreichsten Künstlerinnen der Welt. Außergewöhnlicherweise machte sie nie eine längere Pause – konstant erschienen jedes Jahr neue Aufnahmen.
In Deutschland arbeitete sie in den 1970er Jahren mit dem Liedermacher Rolf Zuckowski zusammen, was ihr 1977 den Hit Guten Morgen, Sonnenschein einbrachte, eine deutsche Bearbeitung des Stückes Canta Canta, Minha Gente von Martinho da Vila von 1974. 1980 folgte eine Kooperation mit dem Musikproduzenten Ralph Siegel, der ihr La Provence (du blühendes Land) schrieb, das sich in Deutschland auf Platz 17 und in der Schweiz auf Platz 8 in den Charts platzierte. 1986 erschien das Lied Only Love, das Titellied aus der erfolgreichen TV-Miniserie Mistral’s Daughter, und erreichte Platz zwei der britischen Charts – bis heute die einzige Single ihrer langen Karriere, die sich dort überhaupt platzieren konnte. Die deutsche und französische Fassung von Only Love, Aber die Liebe bleibt beziehungsweise L’amour en héritage, war gleichzeitig ihr letzter Hit in Deutschland und Frankreich.
In den 1990er Jahren konzentrierte Mouskouri sich wieder weitgehend auf den Albenmarkt. 1993 entstand beispielsweise das von Michel Legrand arrangierte Album Hollywood – Great Songs From the Movies. 1997 sang sie im französischen Musikprojekt Les Enfoirés mit.

### Seit 2000: Jazz-Musik, Abschiedstournee und weitere Auftritte
2000 erschien eine Neuauflage des 1962 erstmals veröffentlichten Jazz-Albums Nana Mouskouri In New York. Sie erhielt dafür in Deutschland den German Jazz Award. Mouskouri trat mit den auf dem Album enthaltenen Titeln beim Stuttgarter Jazz-Open Festival 2002 auf; die CD Nana Swings enthält diese Aufnahmen. 2004 erschien die umfangreiche Box Collection mit ihren französischen Aufnahmen auf 34 CDs nebst unzähligen Bonustiteln in verschiedenen Sprachen. Die Box enthält außerdem ein umfangreiches Buch über ihr Leben und Schaffen. Ein Jahr später wurde die englische Box Complete English Works veröffentlicht: 17 CDs mit englischen Songs, diversen Bonustiteln und einem Buch.
Im Oktober 2004 kündigte Mouskouri anlässlich ihres 70. Geburtstages eine weltweite Abschiedstournee an, in deren Rahmen sie vier Jahre lang noch einmal die ganze Welt bereiste. Die Tournee startete im März 2005 in Deutschland und endete im Sommer 2008 in Athen. Für vereinzelte Konzerte oder spezielle Events will Mouskouri aber weiterhin die Bühne betreten. So war sie am 21. November des gleichen Jahres zu Gast bei Till Brönners Talkin’ Jazz im Bonner Forum. 2010 sang Nana Mouskouri im Rahmen eines Festabends zum 80. Geburtstag der deutschen Konzertveranstalterlegende Fritz Rau am 20. März in der Alten Oper.
2015 erhielt Mouskouri den ECHO für ihr Lebenswerk. 2018 wurde ihr der Europäische Kulturpreis Taurus für ihr Lebenswerk verliehen.
2018 bereiste sie im Zuge ihrer 36 Termine umfassenden Forever Young Tour die USA, Kanada, Frankreich, die Schweiz, Deutschland, die Beneluxstaaten sowie Dänemark.
Am 10. Juli 2019 wurde sie zum Kommandeur der Ehrenlegion ernannt.

### Politisches Engagement
Nana Mouskouri beteiligte sich an der Opposition gegen die Diktatur der Obristen in Griechenland. Nach dem Ende der Militärdiktatur trat sie nach über 20 Jahren Exil am 23. und 24. Juli 1984 im Odeon des Herodes Atticus in Athen auf. Aufnahmen dieser Konzerte erschienen später auf Platte.
Seit 1993 ist sie UNICEF-Sonderbeauftragte. Von 1994 bis 1999 war sie Europa-Abgeordnete für die konservative Nea Dimokratia. Die Kandidatur für eine zweite Amtszeit lehnte sie ab, da sich nach ihrer Aussage im Europäischen Parlament alles um Machterhalt und Parteipolitik drehe. Wahrheit und Freiheit kämen zu kurz.

### Privates

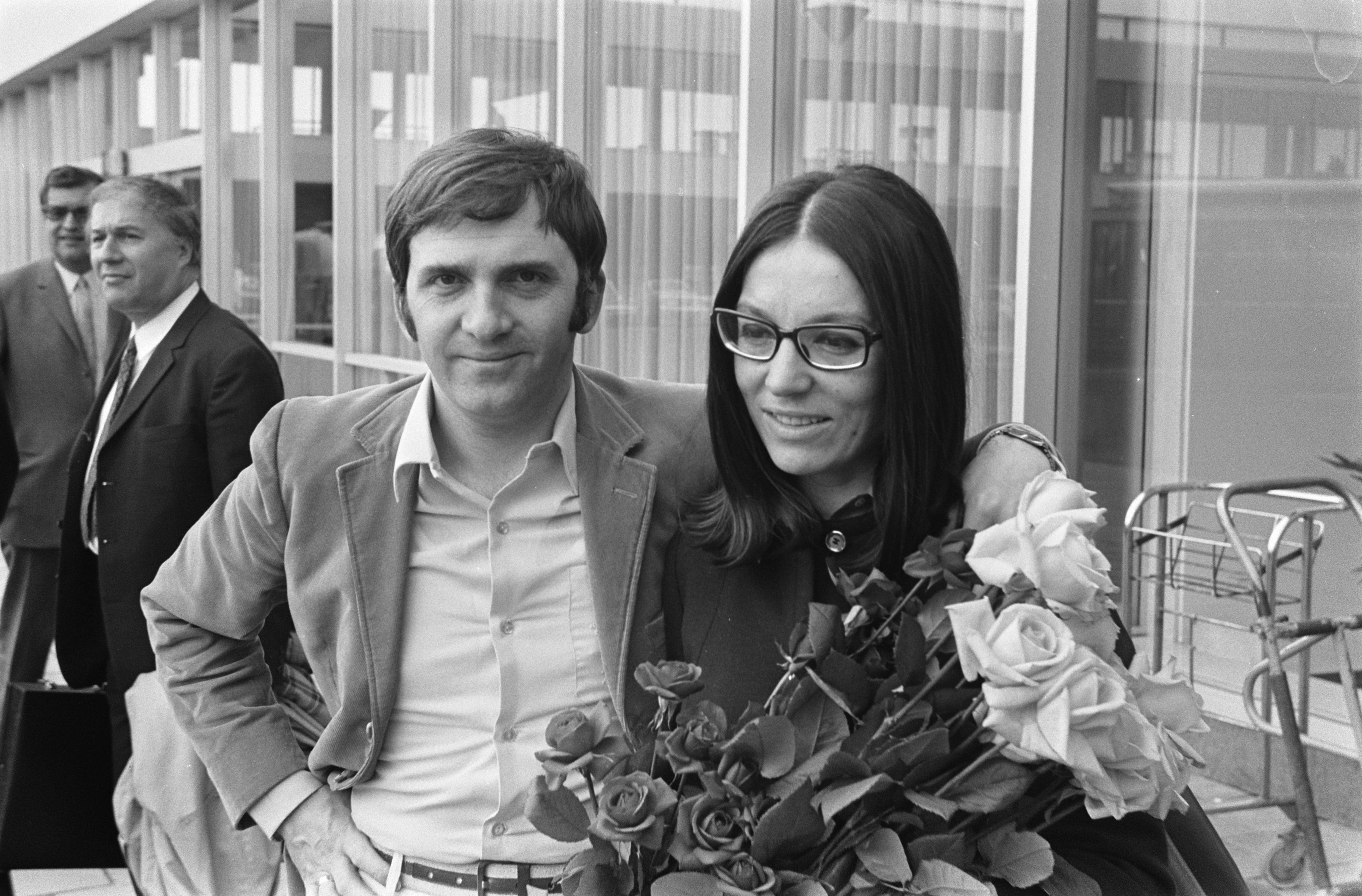
Nana Mouskouri mit ihrem damaligen Ehemann Georgios Petsilas, 1969

Am 19. Dezember 1960 heiratete Mouskouri Georgios Petsilas, den Kapellmeister, Komponisten und Gitarristen ihres langjährigen Begleitorchesters Athenians. Aus dieser Ehe hat sie zwei Kinder: Nicolas (* 13. Februar 1968) und Hélène (* 7. Juli 1970). Die Ehe wurde 1976 geschieden. Die beiden Kinder folgten der Mutter ins Showgeschäft: Nicolas arbeitet in diversen Bereichen der Filmbranche, Hélène veröffentlichte unter dem Künstlernamen Lénou das Album Any Given Day (2004). Seit dem 13. Januar 2003 ist Mouskouri mit ihrem langjährigen Lebensgefährten André Chapelle verheiratet. Mouskouri lebt abwechselnd in Genf, Athen und Paris.
2007 veröffentlichte Mouskouri ihre Autobiografie unter dem Titel Mémoires: La fille de la chauve-souris auf Französisch, Memoirs auf Englisch, und in Deutschland erschien das Werk im Oktober 2008 unter dem Titel Stimme der Sehnsucht – Meine Erinnerungen im Verlag Schwarzkopf & Schwarzkopf.

## Auszeichnungen und Ehrungen
- 1986: Ritter des Ordre des Arts et des Lettres
- 1996: Offizier des Ordre des Arts et des Lettres
- 1996: Ritter der französischen Ehrenlegion
- 2005: Médaille de la Ville de Paris
- 2006: Eupoieia-Orden (Griechenland)
- 2006: Offizier der Ehrenlegion
- 2007: Großkreuz mit Silberstern des Ordre du Mérite de Duarte, Sánchez et Mella (Dominikanische Republik)
- 2008: Kommandeur des Ordre de Mérite du grand-duché de Luxembourg
- 2013: Ritter des Ordre national du Québec (Kanada)
- 2013: Ehrendoktorwürde der McGill University (Montreal)
- 2019: Kommandeur der Ehrenlegion
- 2022: Goldene Henne als Ehrenpreis für ihr Lebenswerk[20]

## Diskografie
Alben

| Jahr | Titel                                  | Höchstplatzierung, Gesamtwochen, AuszeichnungChartplatzierungen (Jahr, Titel, Platzierungen, Wochen, Auszeichnungen, Anmerkungen) | Höchstplatzierung, Gesamtwochen, AuszeichnungChartplatzierungen (Jahr, Titel, Platzierungen, Wochen, Auszeichnungen, Anmerkungen) | Höchstplatzierung, Gesamtwochen, AuszeichnungChartplatzierungen (Jahr, Titel, Platzierungen, Wochen, Auszeichnungen, Anmerkungen) | Höchstplatzierung, Gesamtwochen, AuszeichnungChartplatzierungen (Jahr, Titel, Platzierungen, Wochen, Auszeichnungen, Anmerkungen) | Höchstplatzierung, Gesamtwochen, AuszeichnungChartplatzierungen (Jahr, Titel, Platzierungen, Wochen, Auszeichnungen, Anmerkungen) | Anmerkungen                       |
| Jahr | Titel                                  | DE | AT | CH | UK | US | Anmerkungen                       |
| ---- | -------------------------------------- | --- | --- | --- | --- | --- | --------------------------------- |
| 1966 | An Evening with Belafonte / Mouskouri  | — | — | — | — | US124 (8 Wo.)US | mit Harry Belafonte               |
| 1969 | Over and Over                          | — | — | — | UK10 (97 Wo.)UK | — | Charteintritt: 7. Juni 1969       |
| 1970 | The Exquisite Nana Mouskouri           | — | — | — | UK10 (25 Wo.)UK | — | Charteintritt: 4. April 1970      |
| 1970 | Recital ’70                            | — | — | — | UK68 (1 Wo.)UK | — | Charteintritt: 10. Oktober 1970   |
| 1971 | Turn On the Sun                        | — | — | — | UK16 (15 Wo.)UK | — | Charteintritt: 3. April 1971      |
| 1972 | British Concert                        | — | — | — | UK29 (11 Wo.)UK | — | Charteintritt: 29. Juli 1972      |
| 1973 | Songs from Her TV Series               | — | — | — | UK29 (11 Wo.)UK | — | Charteintritt: 28. April 1973     |
| 1974 | Spotlight on Nana Mouskouri            | — | — | — | UK38 (6 Wo.)UK | — | Charteintritt: 28. September 1974 |
| 1975 | Sieben schwarze Rosen                  | DE18 Gold · (8 Wo.)DE | — | — | — | — | Charteintritt: 15. April 1975     |
| 1976 | Die Welt ist voll Licht                | DE14 Gold · (16 Wo.)DE | AT5 (12 Wo.)AT | — | — | — | Charteintritt: 15. April 1976     |
| 1976 | Passport                               | — | — | — | UK3 Gold · (16 Wo.)UK | — | Charteintritt: 10. Juli 1976      |
| 1978 | Glück ist wie ein Schmetterling        | DE31 (5 Wo.)DE | — | — | — | — | Charteintritt: 15. Februar 1978   |
| 1978 | Lieder, die die Liebe schreibt         | DE24 Gold · (13 Wo.)DE | — | — | — | — | Charteintritt: 11. Dezember 1978  |
| 1981 | Meine Lieder sind mein Leben           | DE26 (16 Wo.)DE | — | — | — | — | Charteintritt: 26. Oktober 1981   |
| 1981 | Alles Liebe …                          | DE2 Gold · (16 Wo.)DE | AT2 (8 Wo.)AT | — | — | — | Charteintritt: 14. Dezember 1981  |
| 1986 | Alone                                  | — | — | — | UK19 Silber · (10 Wo.)UK | — | Charteintritt: 2. Februar 1986    |
| 1986 | Kleine Wahrheiten                      | DE49 (6 Wo.)DE | — | — | — | — | Charteintritt: 24. März 1986      |
| 1988 | The Magic of Nana Mouskouri            | — | — | — | UK44 Gold · (8 Wo.)UK | — | Charteintritt: 8. Oktober 1988    |
| 1991 | Only Love – The Best of Nana Mouskouri | — | — | — | — | US141 (6 Wo.)US |                                   |
| 2000 | Classic                                | DE49 (3 Wo.)DE | — | — | — | — | Charteintritt: 15. Mai 2000       |
| 2001 | At Her Very Best                       | — | — | — | UK39 Silber · (7 Wo.)UK | — | Charteintritt: 3. März 2001       |
| 2001 | Erinnerungen – meine größten Erfolge   | DE68 (2 Wo.)DE | — | — | — | — | Charteintritt: 24. Dezember 2001  |
| 2004 | Ich hab gelacht, ich hab geweint       | DE61 (3 Wo.)DE | AT40 (3 Wo.)AT | — | — | — | Charteintritt: 1. November 2004   |
| 2008 | Meine schönsten Welterfolge            | DE99 (1 Wo.)DE | — | — | — | — | Charteintritt: 14. November 2008  |
| 2018 | Forever Young                          | DE99 (1 Wo.)DE | — | CH86 (1 Wo.)CH | — | — | Charteintritt: 9. Februar 2018    |
| 2024 | Happy Birthday, Nana                   | DE65 (4 Wo.)DE | — | CH66 (1 Wo.)CH | — | — | Charteintritt: 18. Oktober 2024   |

grau schraffiert: keine Chartdaten aus diesem Jahr verfügbar

## Autobiografie
- Nana Mouskouri: Stimme der Sehnsucht. Meine Erinnerungen. Schwarzkopf & Schwarzkopf, 2008, ISBN 978-3-89602-848-8.